# Лучано Сушањ
Лучано Сушањ (хрв. Luciano Sušanj; Ријека, 10. новембар 1948 — Ријека, 14. април 2024) био је југословенски атлетичар, хрватски политичар и спортски радник. Сушањ је почетком 1970 година имао успешну међународну спортску каријеру у трчању на 400 и 800 метара. Најпознатији је по титули европског првака на 800 метара освојеној на Европском првенству 1974. у Риму.
Сушањ је започео политичку каријеру, уласком у Хрватски сабор 1990 и 2000. Године 2000 изабран је за председника Атлетског савеза Хрватске, а касније и за потпредседника Олимпијског комитета Хрватске.

## Спортска каријера
Лучано Сушањ се почео бавити атлетиком у родном граду као јуниор у АК Кварнер из Ријека. У 1966 и 1967 са клубом је освојио укупно пет медаља, такмичећи су на 100 м., 400 м., штафети 4 х 100 метара и 400 метара са препонама у националном јуниорској конкуренцији . Године 1969. постао је првак Југославије на 400 метара и освојио златну медаљу у истој дисциплини на Балканским играма. Његов тренер је био Жељко Лесковац.
Почетком 1970-их Сушањ се све више фокусирао са 400 на 800 метара. Његови успеси на 800 метара појављују се 1973, када је освојио првенство Југославије и златну медаљу на Балканским играма, понављајући и свој успех из 1969. на 400 метара. Исте године, 11. марта Сушањ је постао европски првак у дворани на 400 метара, са 46,38 сек. што је био светски рекорд у дворани., који је оборен 6 година касније а још је актуелни рекорд Хрватске.
У својој чувеној трци, у финалу трке на 800 метара на Европскоm првенствu 1974. у Риму, Сушањ је искористио своју спринтерску брзину у последњих 200 метара, а победио је у трци са две и по секунде предности пред, миљеником домаће публике и актуелним светским рекордером Марчелом Фијасконаром, као и тада 19-годишњим Стивом Оветом.
После његове изненадне победе у Риму, Сушањ је скоро нестао са атлетике сцене. У то време у атлетици није било новца, уз тренинг требало је обезбедити породицу (жена и двоје деце) и радити у исто време. Није био задовољан припремама за Летње олимпијске игре 1976., поготово што је годину дана пре био на одслужењу војног рока. Такмичио се на Олимпијским играма у Монтреалу, где је био шести у финалу трке на 800 метара (1:45,75). Месец дана након олимпијских игара са 28 година, престао се бавити атлетиком. Посветио се студирању. Завршио је педагошку академију и до 1990 радио као секретар СИЗ-а за физичку културу у Ријеци.
Године 2002, хрватски атлетски савез прогласио је Лучана Сушња најбољим хрватским атлеичарем свих времена у мушкој конкуренцији.

## Политичка каријера
На првим демократским изборима у Хрватској, добио је место у хрватском Сабору и био посланик до 1992. У 1990-им, био је заменик градоначелника Ријеке и председник Савеза Приморско-горанске, регионалне странке у Приморско-горанској жупанији.
Године 2000. Сушањ је поново изабран за хрватски Сабор, и постао председник Хрватког атлетског савеза и потпредседник Хрватског олимпијског комитета. У 2002. кандидовао се за председника Олимпијског комитета Хрватске, али је изгубио од Златка Матеше. У 2003. Сушањ је напустио савез Приморско-горанске странке због неслагања са председником Николом Иванишем, и ушао у новоформирану Аутономну регионалну странку, чији је један од кооснивача